# サトウヒロヒサの「眠りにつく前に」
『サトウヒロヒサの「眠りにつく前に」』（さとうひろひさのねむりにつくまえに）は、2012年からナイター期の4月から9月の日曜深夜に不定期で放送されるKBS京都ラジオのラジオ番組である。

## 概要
佐藤裕久が、自らの体験をもとに熱く、真実のメッセージを届ける魂の60分。ラジオ版「佐藤塾」。
番組内でかかる曲は、佐藤がすべて選曲している。フォークソング、長渕剛、元アイドル、佐藤の60歳誕生日を祝福したTakuya Nagabuchiの曲を好んでかける。
エンディングでは、佐藤自身が楽しむために、佐藤の好きな桜田淳子や手塚理美など元アイドルの曲がかかる。
日曜24:00-25:00の時間帯は、「日曜の深夜に、1人で深く聴いてほしい」との思いから佐藤が自ら選択した。KBS京都からは、日曜20時台などもオファーされていた。
第1期でメッセージを読まれた人には「京菓子舗・佐藤」のお菓子が贈られた。
第1期は24:59までCMは入らなかった（応援企業4社 UCCコーヒー、キリンビール、ワナビー、イーストコラボ）。

第2期は バルビバーニ 系の店舗、UCCコーヒー、キリンビールのCMが入るようになった。
第1期 サトウヒロヒサの「眠りにつく前に」、
第2期 サトウヒロヒサの「眠りにつく前に・・・」、
3rd SEASON サトウヒロヒサの眠りにつく前に

## パーソナ　リティ

### メインパーソナリティ
- 佐藤裕久 （さとう ひろひさ、1961年8月 - ）
  - ラジオパーソナリティ、飲食業。京都市上京区西陣生まれ。東山高校を卒業し、1浪後、神戸市外国語大学英語学科に進学。友人と「七夕祭」を立ち上げのを皮切りに、ディスコを拠点にイベントやパーティーなどの興行を多数催す。丸4年（1年生を2回、2年生を2回）通った大学を23歳の時に中退。古着屋、団子屋などを経て、1995年12月、大阪南船場にブラッスリー1号店を開店。シガー愛飲者。熱烈な桜田淳子ファン。ラジオパーソナリティは、この番組で2回目（前回はアシスタントで、メインは初めて）。

### アシスタント
- 白ヶ澤香織（しらがさわ かおり、1986年9月15日 - ）第1期
  - タレント。大阪府出身。MC企画所属。
- 野上優子（のがみ ゆうこ、1988年3月25日 - ）第2期
  - タレント。広島県出身。兄がいる。A型。MC企画所属。2010年4月から2013年3月まで、KBS京都テレビ「ぽじポジたまご」リポーターを3年間担当。
- 福地恵理（ふくち えり）3rd SEASON
  - (株)バルニバービ コミュニケーション統括責任者。東京都出身。学生時代からフリーランスでレストランサービスに携わり、外食一筋20年。10社以上多種多様な飲食店でのホールサービス、レセプショニストとしての経験を積み、2010年㈱バルニバービ入社。代表秘書と広報を兼務し、2015年同社上場後はＩＲも包含した企業広報を担当。2019年広報・情報の専門職大学院「社会情報大学院大学」修了。広報・情報学修士（専門職）。
- 西上真帆（にしがみ まほ）3rd SEASON
  - タレント

## 過去のゲスト
- 池谷幸雄（2012年6月17日）[1]
- 石井一
- 山崎弘士
- 近藤太香巳（2021年8月8日）- 佐藤の兄弟分

ほか

## 放送時間
- 第1期  2012年4月8日～2012年9月23日  24:00 - 25:00、2012年9月30日  24:00 -26:00（生放送）
- 第2期  2013年4月7日～2013年9月29日　24:00 - 25:00、2013年9月15日  24:00 -26:00（生放送）
- 3rd SEASON 2021年4月4日～2021年9月26日 23:00 - 24:00

※2021年8月1日佐藤リモート福地スタジオ、2021年8月8日佐藤近藤リモート福地スタジオ